# Yonekura Masanori
Yonekura Masanori est un nom japonais traditionnel ; le nom de famille (ou le nom d'école), Yonekura, précède donc le prénom (ou le nom d'artiste).
Yonekura Masanori (米倉昌俊, 15 octobre 1784-28 mai 1812) est le 6e daimyō du domaine de Mutsuura dans la province de Musashi au sud du Honshū au Japon (aujourd'hui l'arrondissement de Kanazawa-ku à Yokohama dans la préfecture de Kanagawa) et le 9e chef du clan Yonekura. Son titre de courtoisie est Tango-no-kami.

## Biographie
Yonekura Masanori est le 9e fils de Mizuno Kadakane, daimyō du domaine de Karatsu dans la province de Hizen. En janvier 1803, il est adopté pour être héritier de Yonekura Masayoshi, 5e daimyō du domaine de Mutsuura, et confirmé dans cette fonction au cours d'une audience avec le shogun Tokugawa Ienari au mois de mars de cette même année. Yonekura Masayoshi faisant valoir une mauvaise santé se retire le 15 juin et restitue ses fonctions et titres officiels.
En tant que daimyō, Masanori est affecté à plusieurs postes de cérémonies comme gardien de différentes portes du château d'Edo. En août 1811, il est démis de son poste de magistrat d'Osaka pour incompétence et décède d'une maladie subite le 18 avril 1812. Cependant, il existe une certaine incertitude relativement à cette date et le terme « maladie soudaine » est souvent un euphémisme officiel désignant le seppuku.
Masanaga a six fils et deux filles de son épouse officielle, une fille de Matsudaira Tadatsuku, daimyō du domaine d'Anegasaki.

## Source de la traduction
- (en) Cet article est partiellement ou en totalité issu de l’article de Wikipédia en anglais intitulé « Yonekura Masanori » (voir la liste des auteurs).